# Костырина, Татьяна Игнатовна
Татьяна Игнатьевна Костырина (1924, Кропоткин, Краснодарский край — 22 ноября 1943) — Герой Советского Союза, снайпер, младший сержант.

## Биография
Татьяна Игнатьевна Костырина родилась в 1924 году в городе Кропоткин (Краснодарский край), в семье крестьянина.
Окончила 8 классов. С 1942 года в Красной Армии, окончила курсы снайперов. На счету — 120 уничтоженных солдат и офицеров противника.

### Великая Отечественная война
С августа 1942 года — в действующей армии. Снайпер 691-го стрелкового полка (383-я стрелковая дивизия, Отдельная Приморская армия) младший сержант Т. И. Костырина в боях за освобождение Кубани и Крыма уничтожила 120 солдат и офицеров противника. 22 ноября 1943 года в бою за посёлок Аджимушкай (ныне микрорайон города Керчь) заменила выбывшего из строя командира батальона и подняла бойцов в атаку. Погибла в этом бою. 16 мая 1944 года за мужество и воинскую доблесть, проявленные в боях с врагами, ей посмертно было присвоено звание Героя Советского Союза.
Похоронена в Аджимушкае. Перезахоронена на воинском кладбище в городе Керчь.

## Память

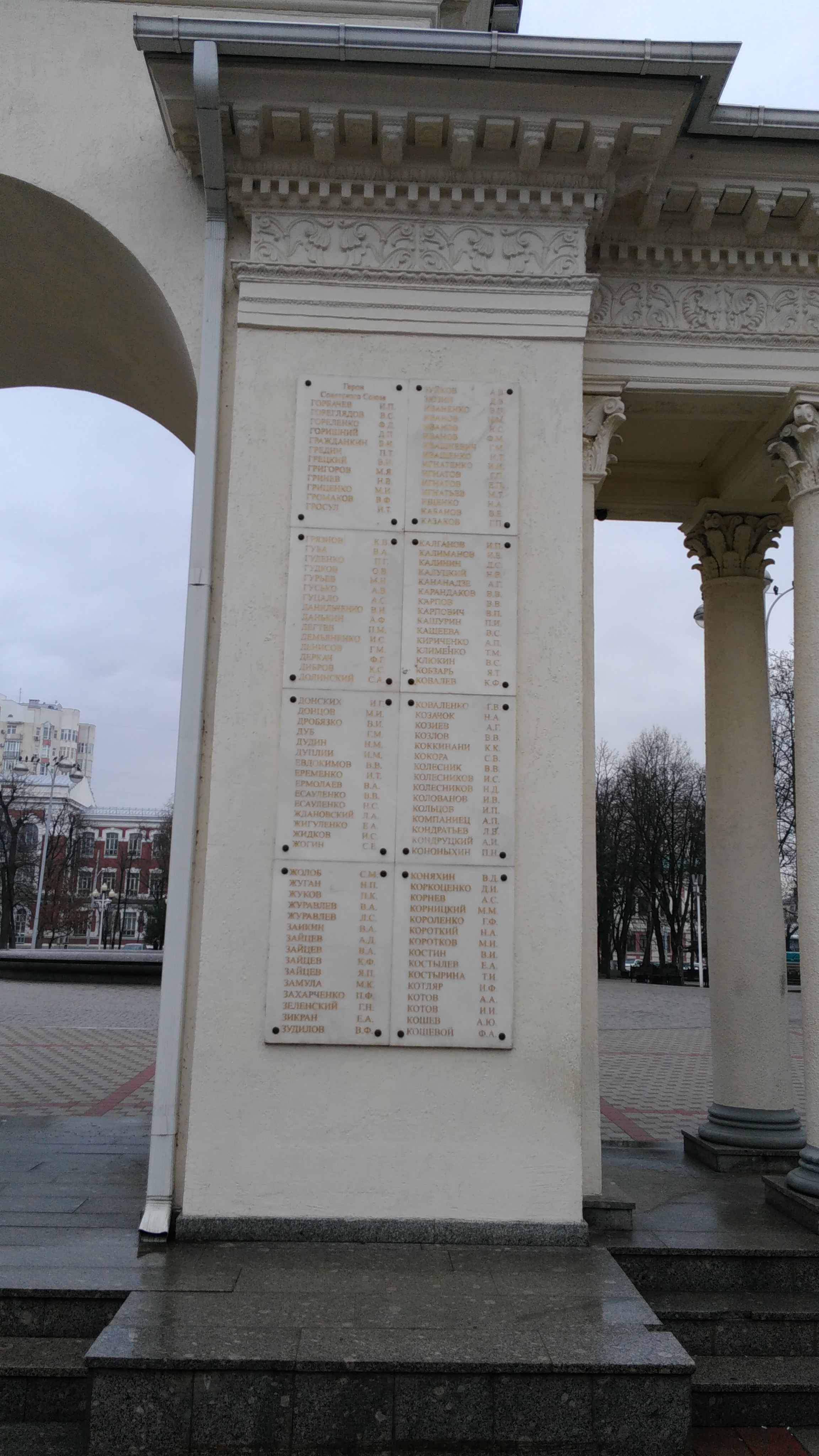
Имя Героя на мемориальной арке в Краснодаре. (Г-К)

- Имя Героя увековечено на мемориальной арке в Краснодаре.
- Имя Героя высечено золотыми буквами в зале Славы Центрального музея Великой Отечественной войны в Парке Победы города Москвы.

- На могиле героя установлен надгробный памятник.
- Её имя носят село в Ленинском районе Крымской области, где установлен бюст Героини,
- Её именем названы улицы в Керчи и Кропоткине.
- В честь Т. И. Костыриной названо МБОУ СОШ № 21 хутора Лосево Краснодарского края.

## Награды
- Герой Советского Союза.
- Орден Ленина.

Тов. Костырина — отличный снайпер, на своём боевом счету имеет 120 уничтоженных вражеских солдат и офицеров. Любимица батальона и полка. В бою за высоту 104,3, проявляя стойкость и отвагу, первая поднялась в атаку, за ней рота и батальон, в результате чего высота была взята.
В бою за населенный пункт Аджи-Мушкай Керченского района тов. Костырина первой поднялась в атаку, увлекая за собой бойцов батальона, и населённый пункт был взят батальоном. В этом бою тов. Костырина уничтожила меткой стрельбой из своей винтовки ещё 15 немцев.
Будучи ранена, не оставила поля боя, пламенными словами призывала бойцов мстить фашистским захватчикам. Бойцы, возглавляемые Костыриной, ломая сопротивление врага, шли вперёд.
В этом бою товарищ Костырина пала смертью храбрых, как герой.
В настоящее время имя Татьяны Костыриной гремит во всём полку и дивизии как героини и славной защитницы Родины.
Представляю тов. Костырину к высшей правительственной награде — званию «Герой Советского Союза» посмертно — Командир 691-го стрелкового полка Подполковник Руцинский. 22.11.1943 г.
Достойна звания «Герой Советского Союза» — командир 383-й стрелковой дивизии Генерал — майор Горбачёв. 24.11.1943 г.